# Смит, Кайл (футболист)
Кайл Джо́зеф Смит (англ. Kyle Joseph Smith; 9 января 1992, Цинциннати, Огайо, США) — американский футболист, защитник клуба «Орландо Сити».

## Карьера
В 2010—2013 годах Смит обучался в Трансильванском университете и играл за университетскую футбольную команду «Трансилвейния Пайонирз» на позиции нападающего. В третьем дивизионе Национальной ассоциации студенческого спорта сыграл 77 матчей, забил 47 мячей и отдал 16 результативных передач. В сезонах 2012 и 2013 признавался самым ценным игроком атакующего плана Студенческой спортивной конференции Хартленда.
В 2014 и 2015 годах Смит выступал в Премьер-лиге развития за клуб «Цинциннати Датч Лайонз».
14 марта 2016 года Смит подписал контракт с клубом USL «Луисвилл Сити». Его профессиональный дебют состоялся 26 марта в матче стартового тура сезона 2016 против «Шарлотт Индепенденс». 28 мая в матче против «Чарлстон Бэттери» он забил свой первый гол в профессиональной карьере. 10 ноября главный тренер «Луисвилл Сити» Джеймс О’Коннор объявил о продлении контракта со Смитом на сезон 2017. 20 августа 2017 года в матче против «Бетлехем Стил» Смит был удалён с поля за грубый фол и постфактум был дисквалифицирован на три матча. 17 ноября «Луисвилл Сити» продлил контракт со Смитом на сезон 2018.
19 декабря 2018 года Кайл Смит и Грег Ранджитсингх последовали за Джеймсом О’Коннором в клуб MLS «Орландо Сити». В высшей лиге он дебютировал 2 марта 2019 года в матче стартового тура сезона против «Нью-Йорк Сити». 29 марта 2021 года Смит подписал с «Орландо Сити» новый двухлетний контракт с опцией продления на сезон 2023. 30 июля в матче против «Атланты Юнайтед» забил свой первый гол в MLS. 5 декабря 2022 года Смит подписал с «Орландо Сити» новый контракт с гарантированным сроком до конца сезона 2023 и опцией продления на сезон 2024.

## Достижения
Командные
 «Луисвилл Сити»
- Чемпион USL: 2017, 2018

 «Орландо Сити»
- Обладатель Открытого кубка США: 2022

## Статистика выступлений
| Выступление      | Выступление      | Выступление      | Лига | Лига | Плей-офф | Плей-офф | Кубок | Кубок | Континент | Континент | Прочие | Прочие | Итого | Итого |
| Клуб             | Лига             | Сезон            | Игры | Голы | Игры     | Голы     | Игры  | Голы  | Игры      | Голы      | Игры   | Голы   | Игры  | Голы  |
| ---------------- | ---------------- | ---------------- | ---- | ---- | -------- | -------- | ----- | ----- | --------- | --------- | ------ | ------ | ----- | ----- |
| Луисвилл Сити    | USL              | 2016             | 25   | 1    | 3        | 0        | 1     | 0     | —         | —         | —      | —      | 29    | 1     |
| Луисвилл Сити    | USL              | 2017             | 27   | 4    | 4        | 0        | 1     | 0     | —         | —         | —      | —      | 32    | 4     |
| Луисвилл Сити    | USL              | 2018             | 33   | 3    | 4        | 0        | 5     | 1     | —         | —         | —      | —      | 42    | 4     |
| Луисвилл Сити    | Итого            | Итого            | 85   | 8    | 11       | 0        | 7     | 1     | —         | —         | —      | —      | 103   | 9     |
| Орландо Сити     | MLS              | 2019             | 23   | 0    | —        | —        | 1     | 0     | —         | —         | —      | —      | 24    | 0     |
| Орландо Сити     | MLS              | 2020             | 16   | 0    | 2        | 0        | —     | —     | —         | —         | 4      | 0      | 22    | 0     |
| Орландо Сити     | MLS              | 2021             | 27   | 1    | 0        | 0        | —     | —     | 1         | 0         | —      | —      | 28    | 1     |
| Орландо Сити     | MLS              | 2022             | 29   | 2    | 0        | 0        | 6     | 0     | —         | —         | —      | —      | 35    | 2     |
| Орландо Сити     | MLS              | 2023             | 23   | 1    | —        | —        | 0     | 0     | 4         | 0         | —      | —      | 27    | 1     |
| Орландо Сити     | Итого            | Итого            | 118  | 4    | 2        | 0        | 7     | 0     | 5         | 0         | 4      | 0      | 136   | 4     |
| Всего за карьеру | Всего за карьеру | Всего за карьеру | 203  | 12   | 13       | 0        | 14    | 1     | 5         | 0         | 4      | 0      | 239   | 13    |

Источники: Transfermarkt, Soccerway, Footballdatabase.eu.